# دیدارهای فوتبال ایران و فلسطین
تیم ملی ایران و تیم ملی فلسطین تاکنون ۶ بار در مقابل یکدیگر قرار گرفته‌اند. حاصل این بازیها، ۴ برد برای تیم ایران و ۲ تساوی بوده است.
ایران با این تیم تا به حال هرگز در کرانه باختری یا غزه با هم بازی نکرده‌اند زیرا پس از انقلاب ۵۷ اتباع ایران حق سفر به کرانه باختری و غزه را ندارند.به همین دلیل تیم ملی زنان ایران نتوانست در مقدماتی المپیک ۲۰۲۰ به کرانه باختری سفر کند.
همچنین لازم به ذکر است در این بازیها جمعاً ۲۱ گل به ثمر رسیده است که سهم تیم ایران ۱۸ گل و سهم تیم فلسطین ۳ گل می باشد.

## نخستین بازی
نخستین بازی بین این دو تیم در تاریخ ششم خرداد ۱۳۷۹ در شهر امان از سری مسابقات فوتبال غرب آسیا ۲۰۰۰ برگزار شد که با تساوی ۱ بر ۱ به پایان رسید
ایران که با تک گل علی سامره از حریف خود پیش بود در دقیقه دوم وقت اضافی دروازه خود را توسط فادی لافی باز شده دید و این بازی با تساوی به پایان رسید

## بهترین برد
بهترین برد تیم ملی ایران در برابر تیم ملی فلسطین کسب نتیجه ۷ بر ۰ میباشد که در سال ۱۳۹۰ حاصل شده است

## فاصله بین بردها
بیشترین فاصله ای که بین دو برد تیم ملی ایران افتاده است یک بازی میباشد که تیم ملی ایران که موفق به شکست دادن تیم ملی فلسطین نشد
تیم ملی ایران تجربه کسب سه برد متوالی در برابر تیم ملی فلسطین را دارد

## بررسی کلی بازیها
| بردهای ایران  | ۴ بازی |              | گل‌های ایران | ۱۸ گل                            |        | بازی‌های برگزار شده در ایران | ۲ بازی |
| مساوی         | ۲ بازی | گل‌های فلسطین | ۳ گل        | بازی‌های برگزار شده در کشور بی‌طرف | ۴ بازی |                             |        |
| بردهای فلسطین | ۰ بازی |              |             | بازی‌های برگزار شده در فلسطین     | ۰ بازی |                             |        |
| مجموع بازی‌ها  | ۶ بازی | مجموع گل‌ها   | ۲۱ گل       | مجموع بازی‌ها                     | ۶ بازی |                             |        |

## عنوان بازی‌ها
| #   | عنوان بازی       | تعداد بازی | برد ایران | برد فلسطین | مساوی |
| --- | ---------------- | ---------- | --------- | ---------- | ----- |
| ۱   | بازیهای غرب آسیا | ۳          | ۲         | -          | ۱     |
| ۲   | دوستانه          | ۲          | ۱         | -          | ۱     |
| ۳   | جام ملت‌های آسیا  | ۱          | ۱         | -          | -     |
| جمع | جمع              | ۶          | ۴         | -          | ۲     |

| عملکرد دو تیم در بازی‌های رسمی | عملکرد دو تیم در بازی‌های رسمی | عملکرد دو تیم در بازی‌های رسمی | عملکرد دو تیم در بازی‌های رسمی |
| ----------------------------- | ----------------------------- | ----------------------------- | ----------------------------- |
| بازی                          | برد ایران                     | برد فلسطین                    | مساوی                         |
| ۴ بازی                        | ۳ بازی                        | ۰ بازی                        | ۱ بازی                        |

## میزبان و میهمان
| بازی‌هایی که در ایران برگزار شده است       | بازی‌هایی که در ایران برگزار شده است | بازی‌هایی که در ایران برگزار شده است | بازی‌هایی که در ایران برگزار شده است |
| تیم                                       | برد                                 | مساوی                               | باخت                                |
| ----------------------------------------- | ----------------------------------- | ----------------------------------- | ----------------------------------- |
| ایران                                     | ۲                                   | ۰                                   | ۰                                   |
| فلسطین                                    | ۰                                   | ۰                                   | ۲                                   |
| بازی‌هایی که در فلسطین برگزار شده است      |                                     |                                     |                                     |
| تیم                                       | برد                                 | مساوی                               | باخت                                |
| ایران                                     | ۰                                   | ۰                                   | ۰                                   |
| فلسطین                                    | ۰                                   | ۰                                   | ۰                                   |
| بازی‌هایی که در کشوری بی‌طرف برگزار شده است |                                     |                                     |                                     |
| تیم                                       | برد                                 | مساوی                               | باخت                                |
| ایران                                     | ۲                                   | ۲                                   | ۰                                   |
| فلسطین                                    | ۰                                   | ۲                                   | ۲                                   |

## فهرست کلی بازی‌ها
| # | تاریخ      | نتیجه بازی         | ورزشگاه / شهر                       | عنوان بازی‌ها         | گلزنان                                                                                     |
| - | ---------- | ------------------ | ----------------------------------- | -------------------- | ------------------------------------------------------------------------------------------ |
| ۶ | ۱۴۰۲/۱۰/۲۴ | ایران ۴ - ۱ فلسطین | الریان، قطر، ورزشگاه شهر آموزش      | جام ملت‌های آسیا ۲۰۲۳ | انصاری‌فرد (۲) - خلیل‌زاده (۱۴) - قایدی (۳۸) - آزمون (۵۴) *** صیام (۶+۴۵)                    |
| ۵ | ۱۳۹۷/۱۰/۳  | ایران ۱ - ۱ فلسطین | دوحه، قطر، ورزشگاه عبداله بن خلیفه  | بازی دوستانه         | طارمی (۵۰) ** کانتیانا (۱+۹۰)                                                              |
| ۴ | ۱۳۹۰/۰۷/۱۳ | ایران ۷ - ۰ فلسطین | تهران، ایران، ورزشگاه آزادی         | بازی دوستانه         | قاضی (۴۵) – انصاری‌فرد (۵۰) – نکونام (۵۵-پ) – کاظمیان (۵۸ و ۹۰-پ) – منتظری (۵۹) – نوری (۷۰) |
| ۳ | ۱۳۸۷/۰۵/۱۷ | ایران ۳ - ۰ فلسطین | تهران، ایران، ورزشگاه آزادی         | فوتبال غرب آسیا ۲۰۰۸ | رحمتی (۲۰-پ) – رضایی (۳۹) – رافخایی (۸۷)                                                   |
| ۲ | ۱۳۸۶/۰۳/۳۰ | ایران ۲ - ۰ فلسطین | امان، اردن، ورزشگاه بین‌المللی امان  | فوتبال غرب آسیا ۲۰۰۷ | میداوودی (۵۴) – رجب‌زاده (۸۵)                                                               |
| ۱ | ۱۳۷۹/۰۳/۰۶ | ایران ۱ - ۱ فلسطین | امان، اردن، ورزشگاه ملک عبدالله دوم | فوتبال غرب آسیا ۲۰۰۰ | سامره (۵۳) ** لافی (۲+۹۰)                                                                  |

## گلزنان
کلا ۱۶ بازیکن ایرانی با پیراهن تیم ملی ایران موفق به زدن گل به تیم ملی فلسطین شده‌اند که جواد کاظمیان و کریم انصاری‌فرد با زدن ۲ گل بهترین گلزنان ایران در تاریخ جدالهایش با  تیم ملی فلسطین است
سه بازیکن فلسطینی نیز موفق به گلزنی برای تیم ملی فلسطین در برابر ایران شده‌اند

### گلزنان ایران
- ۲ گل: جواد کاظمیان – کریم انصاری‌فرد
- ۱ گل:  مهدی طارمی – پژمان نوری – پژمان منتظری – جواد نکونام – محمد قاضی – سید جلال رافخایی – غلامرضا رضایی – کیانوش رحمتی – مهدی رجب‌زاده – میلاد میداوودی – علی سامره – شجاع خلیل‌زاده – مهدی قایدی – سردار آزمون

### گلزنان فلسطین
- ۱ گل: جاناتان کانتیانا– فادی لافی – تامر صیام